# 魯塔納
魯塔納是東非國家布隆迪的城鎮，也是魯塔納省的首府，位於該國南部海拔高度2,145米的基基齊山以西，海拔高度1,771米，2009年人口估計約24,150。
3°55′S 30°0′E / 3.917°S 30.000°E